# ایتان امبری
ایتان امبری (انگلیسی: Ethan Embry؛ زادهٔ ۱۳ ژوئن ۱۹۷۸) یک هنرپیشه اهل ایالات متحده آمریکا است.
از فیلم‌ها یا برنامه‌های تلویزیونی که وی در آن نقش داشته است می‌توان به چشم عقاب، مهمان‌پذیر، طوفان سفید، مونتانا، پیتزا، خانواده ریونیون، بی‌حرکت ایستادن، سوابق امپراتور، معجزه باد، زمان دزدی، نمی‌توانم صبر کنم، تکامل و میهمان اشاره کرد.